# Deutsche Goalballmeisterschaft 2006
Die deutsche Goalballmeisterschaft 2006 war die 16. Austragung zur Ermittlung des deutschen Meisters im Goalball. Sie wurde in einer Kombination aus einer Vorrunde im Round-Robin-System und einer Endrunde im K.-o.-System am 6. Mai 2006 in München ausgetragen. Im Endspiel besiegte der BSV München den VfL Blau-Weiß Neukloster mit 12:2 Toren und wurde somit zum dritten Mal deutscher Goalballmeister.

## Teilnehmende Mannschaften
| Stadt                       | Mannschaft                                  |
| Bremen                      | SfB Bremen                                  |
| Chemnitz                    | BFV Ascota Chemnitz                         |
| Königs Wusterhausen         | SSV Blindenschule Königs Wusterhausen       |
| Magdeburg / Hohen Neuendorf | SpG Magdeburger SV 90 / FSV Forst Borgsdorf |
| München                     | BSV München                                 |
| Neukloster                  | VfL Blau-Weiß Neukloster                    |

## Vorrunde
| Pl. | Mannschaft                                  | Sp. | S | U | N | Tore    | Diff. | Punkte |
| --- | ------------------------------------------- | --- | - | - | - | ------- | ----- | ------ |
| 1.  | BSV München                                 | 5   | 5 | 0 | 0 | 048:900 | +39   | 15     |
| 2.  | VfL Blau-Weiß Neukloster                    | 5   | 4 | 0 | 1 | ?:?     | 00?   | 12     |
| 3.  | SSV Blindenschule Königs Wusterhausen       | 5   | 2 | 0 | 3 | ?:?     | 00?   | 06     |
| 4.  | BFV Ascota Chemnitz                         | 5   | 2 | 0 | 3 | ?:?     | 00?   | 06     |
| 5.  | SfB Bremen                                  | 5   | 2 | 0 | 3 | 035:510 | −16   | 06     |
| 6.  | SpG Magdeburger SV 90 / FSV Forst Borgsdorf | 5   | 0 | 0 | 5 | 027:640 | −37   | 0      |

## Endrunde

### Halbfinale
| Datum      |                          | Ergebnis  | !Austragungsort                                   |
| ---------- | ------------------------ | --------- | ------------------------------------------------- |
| 06.05.2006 | BSV München              | 10:00     | BFV Ascota Chemnitz \|\|München                   |
| 06.05.2006 | VfL Blau-Weiß Neukloster | 8:7 n. GG | SSV Blindenschule Königs Wusterhausen \|\|München |

### Spiel um den dritten Platz
| Datum      |                     | Ergebnis | !Austragungsort                                   |
| ---------- | ------------------- | -------- | ------------------------------------------------- |
| 06.05.2006 | BFV Ascota Chemnitz | 03:12    | SSV Blindenschule Königs Wusterhausen \|\|München |

### Finale
| Datum      |             | Ergebnis | !Austragungsort                      |
| ---------- | ----------- | -------- | ------------------------------------ |
| 06.05.2006 | BSV München | 12:20    | VfL Blau-Weiß Neukloster \|\|München |

## Abschlussplatzierung
| Platz | Mannschaft                                  |
| 1.    | BSV München                                 |
| 2.    | VfL Blau-Weiß Neukloster                    |
| 3.    | SSV Blindenschule Königs Wusterhausen       |
| 4.    | BFV Ascota Chemnitz                         |
| 5.    | SfB Bremen                                  |
| 6.    | SpG Magdeburger SV 90 / FSV Forst Borgsdorf |